# Conops chvalai
Conops chvalai är en tvåvingeart som beskrevs av Schneider 2010. Conops chvalai ingår i släktet Conops och familjen stekelflugor. Inga underarter finns listade i Catalogue of Life.